# Martin iz Porresa
Sveti Martin iz Porresa (šp. Martín de Porres; Lima, 9. prosinca 1579. – Lima, 3. studenoga 1639.), prozvan i »Martin od ljubavi«, bio je peruanski dominikanac. Svetac je Katoličke Crkve. Zaštitnik je brijača i frizera. Spomendan mu je 3. studenoga.

## Životopis
Rođen je u Limi 9. prosinca 1579. godine. Otac mu je bio španjolski plemić, a majka pučanka podrijetlom iz Afrike. Djetinjstvo je proživio u siromaštvu. Kao petnaestgodišnjak ušao je u dominikanski samostan Svete Krunice u Limi. Dominikanci su ga primili najprije kao svoga trećoredca. Brinuo se za čistoću kuće i velikodušno prihvaćao najteže i najneugodnije poslove u samostanu.
Svečane redovničke zavjete položio je 2. lipnja 1603. godine. Kao brat pomoćnik radio je sve moguće poslove u kući i uz njih neprestano rastao i napredovao u svetosti, te je s vremenom dobio i izvanredne karizmatičke darove proroštva, zanosa, liječenja bolesnika, pa čak i bilokacije (bio je viđen u Africi, u Kini, u Japanu, gdje je u poteškoćama bodrio tamošnje misionare).
Glas o njegovoj svetosti se proširio, pa su ga posjećivali i pitali za savjet i biskupi, teolozi i obnašatelji vlasti. Za vrijeme kuge neumorno je dvorio subraću bolesnike, a neke je od njih i čudesno ozdravio. Također je pripomogao osnutku velikog sirotišta u Limi. Zbog njegovih djela milosrđa nazivali su ga »Martin od ljubavi«. Bio je velik prijatelj sa dvoje svojih svetih suvremenika, sv. Ružom Limskom i sv. Ivanom Maciasom. Umro je 3. studenoga 1639. godine u Limi. 

## Štovanje
Narod je Martina i prije službena postupka kanonizacije štovao kao svetca. Beatificiran je 1837. godine, a svetim ga je proglasio papa Ivan XXIII. 6. svibnja 1962. Jedan je od najpopularnijih svetaca Latinske Amerike. 
Kako je obavljao službu brijača, papa Pavao VI. 1966. godine proglasio ga je »prvotnim zaštitnikom kod Boga svih brijača, onih koji izrađuju perike, frizera i njima sličnih, sa svim liturgijskim počastima i povlasticama koje su povezane s tim«.

### Posvete
Posvećene su mu:
- župa u Scarboroughu, u Ontariu[1]
- crkva u Prosperu, u Texasu[2]
- više škola[3][4][5]

### Spomen
O njegovu životu snimljen je španjolski biografski igrani film Fra Metla (šp. Fray Escoba) iz 1961.

## Vanjske poveznice
Ostali projekti
|  | Zajednički poslužitelj ima još gradiva o temi Martin iz Porresa |

Mrežna mjesta
- Saint Martin de Porres, Britanska enciklopedija (engl.)